# Ла-Вега (провинция)
Ла-Вега (исп. La Vega) — провинция Доминиканской Республики. До 1992 года включала в себя территорию современной провинции Монсеньор-Ноуэль.

## Муниципалитеты и муниципальные районы
Провинция разделена на четыре муниципалитета (municipio), а в пределах муниципалитетов — на семь муниципальных районов (distrito municipal — D.M.):
- Консепсион-де-ла-Вега
  - Рио-Верде-Арриба (D.M.)
  - Эль-Ранчито (D.M.)
- Констанса
  - Ла-Сабина (D.M.)
  - Тирео (D.M.)
- Харабакоа
  - Буэна-Виста (D.M.)
  - Манабао (D.M.)
- Хима-Абахо
  - Ринкон (D.M.)

Население по муниципалитетам на 2012 год (сортируемая таблица):
| № | Название              | Общее население | Городское население | Сельское население |
| - | --------------------- | --------------- | ------------------- | ------------------ |
| 1 | Консепсион-де-ла-Вега | 235 698         | 101 585             | 134 113            |
| 2 | Констанса             | 85 240          | 40 019              | 45 221             |
| 3 | Харабакоа             | 69 855          | 32 585              | 37 270             |
| 4 | Хима-Абахо            | 29 685          | 27 796              | 1889               |
|   | Провинция Ла-Вега     | 420 478         | 201 985             | 218 493            |